# La Palma (Panama, Darien)
Pour les articles homonymes, voir La Palma.
La Palma est la capitale de la province de Darién, à l'est du Panama.